# Apium chilense
Apium chilense är en flockblommig växtart som beskrevs av William Jackson Hooker och George Arnott Walker Arnott. Apium chilense ingår i släktet sellerier, och familjen flockblommiga växter. Inga underarter finns listade i Catalogue of Life.